# Hórreos (España)
Hórreos (llamada oficialmente San Pedro de Hórreos) es una parroquia y una aldea española del municipio de Folgoso de Caurel, en la provincia de Lugo, Galicia.

## Geografía
Es la parroquia más oriental del municipio, limitando con la provincia de León por el este. Al norte limita con la parroquia de Visuña y al oeste con la de A Seara, en el municipio de Quiroga.

## Organización territorial
La parroquia está formada por dos entidades de población:
- Ferramulín
- Hórreos

## Demografía

### Parroquia
| Gráfica de evolución demográfica de Hórreos (parroquia) entre 2000 y 2019 |
|                                                                           |
| Datos según el nomenclátor publicado por el INE.                          |

### Aldea
| Gráfica de evolución demográfica de Hórreos (aldea) entre 2000 y 2019 |
|                                                                       |
| Datos según el nomenclátor publicado por el INE.                      |

## Lugares de interés
- Iglesia de San Pedro